# Walter Regulus

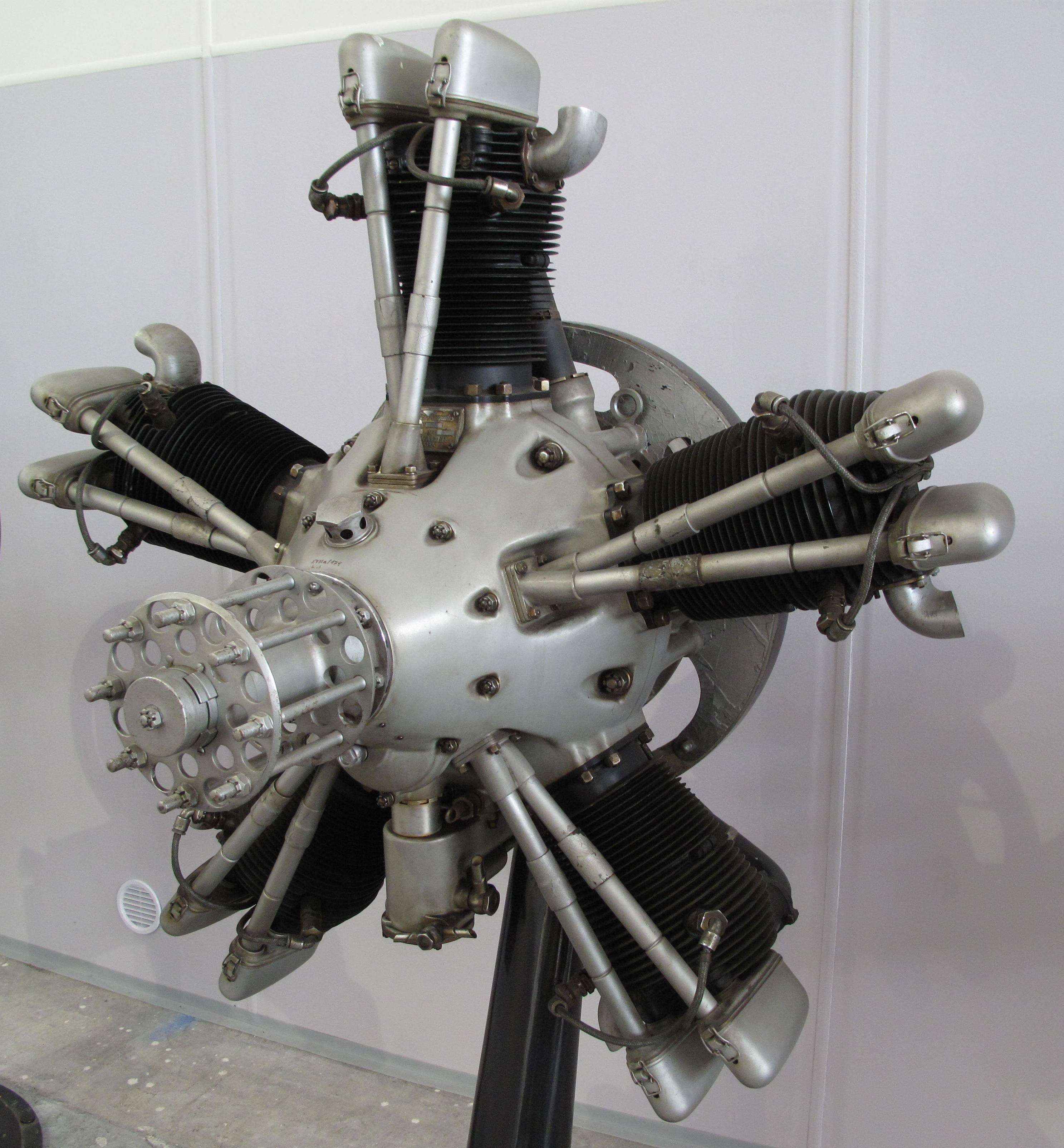
Walter Regulus im Luftfahrtmuseum Kbely

Der Walter Regulus ist ein tschechoslowakischer Flugmotor des in Prag ansässigen Herstellers Walter Motors a.s. aus dem Jahr 1931.

## Aufbau
Der Walter Regulus war ein luftgekühlter Fünfzylinder-Viertakt-Sternmotor. Er bestand aus Stahllaufbuchsen mit ausgedrehten Kühlrippen und warm aufgeschraubten Zylinderköpfen aus Leichtmetall. Jeder Zylinder verfügte über zwei Ventile, die durch die Nockenscheibe über Stoßstangen und Schwinghebel gesteuert wurden. Die geteilte Kurbelwelle lief in zwei Roll- und einem Axialkugellager. Der Motor besitzt ein Hauptpleuel mit Gleitlager und angelenkte Nebenpleuel, außerdem einen mit Kurbelwellendrehzahl laufenden Gemischbläser und eine Trockensumpf-Umlaufschmierung.

## Nutzung
- Avia 51

## Technische Daten

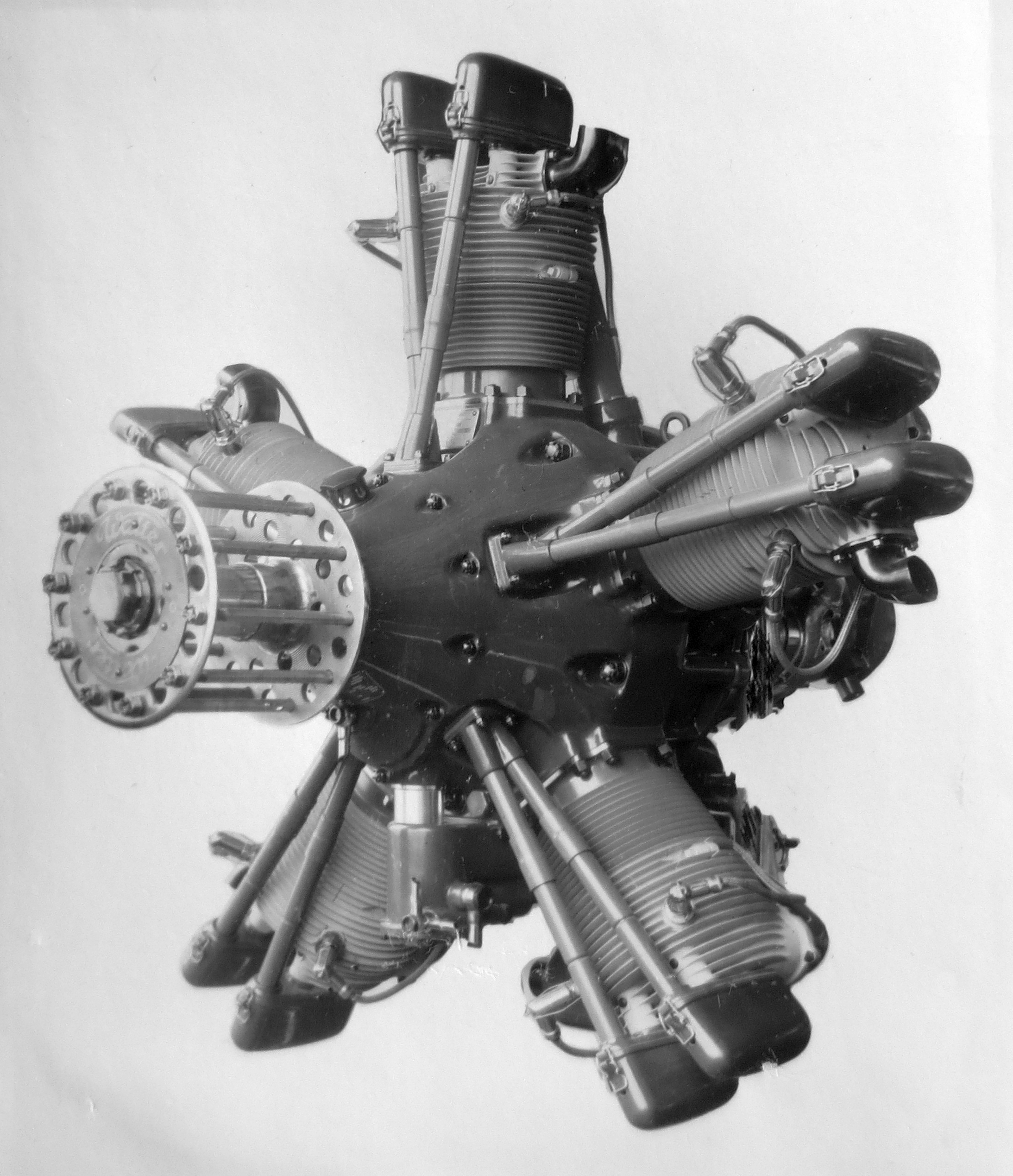
Walter Regulus II

| Kenngröße              | Daten (Walter Regulus II)                     |
| ---------------------- | --------------------------------------------- |
| Bohrung                | 135 mm                                        |
| Hub                    | 160 mm                                        |
| Gesamthubraum          | 11,45 l                                       |
| Verdichtung            | 5,8:1                                         |
| Länge                  | 1,1 m                                         |
| Breite                 | 1,22 m                                        |
| Vollleistung           | 230 PS bei 1900/min                           |
| Nennleistung           | 185 PS bei 1800/min in 1800 m Gleichdruckhöhe |
| Leistungsmasse         | 0,91 kg/PS                                    |
| Hubraumleistung        | 20,1 PS/l                                     |
| Trockenmasse ohne Nabe | 210 kg                                        |
| Kraftstoffverbrauch    | 235 gPS/h                                     |